# Pedicularis imbricata
Pedicularis imbricata är en snyltrotsväxtart som beskrevs av Tsoong. Pedicularis imbricata ingår i släktet spiror, och familjen snyltrotsväxter. Inga underarter finns listade i Catalogue of Life.